# Stanisław Konarzewski (junior)
Stanisław Konarzewski-junior (ur. 9 listopada 1920 w Ustroniu, zm. 2 listopada 2001 w Niepołomicach) – polski architekt, młodszy syn malarza i rzeźbiarza Ludwika Konarzewskiego oraz brat – także malarza i rzeźbiarza – Ludwika Konarzewskiego.

## Życiorys
Studiował w latach 50. na Politechnice Krakowskiej. Przyswojony wówczas charakter architektury  odzwierciedlającej modernizm w fazie funkcjonalistycznej, w momencie jego rozwoju po II wojnie światowej oraz sposób formalnego jej postrzegania i kształtowania, w znaczącym stopniu wpłynął na jego twórczość.
W latach 1960–1980 pracował w Biurze Projektów Przemysłu Skórzanego w Krakowie przy Rondzie Mogilskim. Jest autorem m.in. projektów budynków pełniących funkcje rekreacyjne i wypoczynkowe: w Międzybrodziu Bialskim i w Beskidzie Śląskim oraz w Wiciu k/Darłowa na Pomorzu Zachodnim. Ponadto jest autorem projektów: domu – pracowni rodziny Konarzewskich na Buczniku w Istebnej w stylu późnego modernizmu (realizacja w latach 1960–1967) oraz położonego tamże mieszkalnego budynku drewnianego o cechach regionalnych, wzniesionego z inicjatywy jego brata Ludwika Konarzewskiego i żony Ludwika Joanny, który jako jeden z pierwszych budynków drewnianych drugiej generacji (realizacja 1980–1985), stał się także precedensem dla powrotu tradycji budownictwa drewnianego w Polsce.
Inne prace autorstwa S. Konarzewskiego stanowią koncepcje projektów wnętrz w kościołach (na przykład wnętrze kościołów parafialnych p.w. Najświętszego Serca Pana Jezusa w Rybniku-Niedobczycach oraz Miłosierdzia Bożego w Rybniku-Niewiadomiu) i budynkach użyteczności publicznej oraz koncepcje organizacji otocznia projektowanych budynków i w kilku przypadkach także pomników.